# كاي إيدي
كاي إيدي (بالنرويجية البوكمول: Kai Eide)‏ هو دبلوماسي وسياسي نرويجي، ولد في 28 فبراير 1949 بساربسبورغ في النرويج. حزبياً، نشط في حزب المحافظين. وقد انتخب نائب عضو برلمان النرويج ‏ وانتخب عضو برلمان النرويج ‏ وانتخب وزير دولة ‏.